# Juliette Lewis
Juliette L. Lewis (Los Angeles, Califòrnia, 21 de juny de 1973) és una actriu i cantant estatunidenca. Va aconseguir la popularitat amb la pel·lícula El cap de la por (1991) per la qual fou nominada als premis Oscar i Globus d'Or a la millor actriu secundària. Posteriorment va iniciar la seva carrera com a música i cantant liderant la banda Juliette and The Licks, fins que el 2009 va començar la carrera en solitari.

## Filmografia
| Any          | Títol                                                                                  | Paper                     | Notes                                                                                                 |
| ------------ | -------------------------------------------------------------------------------------- | ------------------------- | --- |
| 1987         | I Married Dora                                                                         | Kate Farrell              | Sèrie de televisió                                                                                    |
| 1987         | Home Fires                                                                             | Maty                      | Telefilm                                                                                              |
| 1988         | La meva noia és una extraterrestre (My Stepmother is an Alien)                         | Lexie, Jessie's Friend #1 | |
| 1988         | The Facts of Life                                                                      | Terry Rankin              | Sèrie de televisió                                                                                    |
| 1989         | Vacances de Nadal d'una boja família americana (National Lampoon's Christmas Vacation) | Audrey Griswold           | |
| 1989         | Meet the Hollowheads                                                                   | Cindy Hollowhead          | |
| 1989         | The Runnin' Kind                                                                       | Amy Curtis                | |
| 1989         | The Wonder Years                                                                       | Delores                   | Sèrie de televisió                                                                                    |
| 1990         | A Family for Joe                                                                       | Holly Bankston #2         | Sèrie de televisió                                                                                    |
| 1990         | Too Young to Die?                                                                      | Amanda Sue Bradley        | |
| 1991         | El cap de la por (Cape Fear)                                                           | Danielle Bowden           | Nominació − Oscar a la millor actriu secundària Nominació − Globus d'Or a la millor actriu secundària |
| 1991         | Crooked Hearts                                                                         | Cassie                    | |
| 1992         | Marits i mullers (Husbands and Wives)                                                  | Rain                      | |
| 1992         | That Night                                                                             | Sheryl O'Connor           | |
| 1993         | A qui estima, en Gilbert Grape? (What's Eating Gilbert Grape)                          | Becky                     | |
| 1993         | Romeo Is Bleeding                                                                      | Sheri                     | |
| 1993         | Kalifornia                                                                             | Adele Corners             | |
| 1994         | Nascuts per matar (Natural Born Killers)                                               | Mallory Knox              | |
| 1994         | Un dia de bojos (Mixed Nuts)                                                           | Gracie Barzini            | |
| 1995         | Strange Days                                                                           | Faith Justin              | |
| 1995         | The Basketball Diaries                                                                 | Diane Moody               | |
| 1996         | La força de la tendresa. La història continua (The Evening Star)                       | Melanie Horton            | |
| 1996         | Obert fins a la matinada (From Dusk till Dawn)                                         | Kate Fuller               | |
| 1998         | Some Girl                                                                              | April                     | |
| 1999         | The Other Sister                                                                       | Carla Tate                | |
| 1999         | El quart pis (The 4th Floor)                                                           | Jane Emelin               | |
| 2000         | Room to Rent                                                                           | Linda                     | |
| 2000         | Segrest infernal (The Way of the Gun)                                                  | Robin                     | |
| 2001         | Picture Claire                                                                         | Claire Beaucage           | |
| 2001         | My Louisiana Sky                                                                       | Dorie Kay                 | Telefilm                                                                                              |
| 2001         | Gaudi Afternoon                                                                        | April                     | |
| 2002         | Enough                                                                                 | Ginny                     | |
| 2002         | Armitage: Dual Matrix                                                                  | Armitage, Naomi           | Veu                                                                                                   |
| 2002         | Dharma & Greg                                                                          | September                 | Sèrie de televisió                                                                                    |
| 2002         | Hysterical Blindness                                                                   | Beth                      | Telefilm Nominació − Primetime Emmy a la millor actriu secundària en minisèrie o telefilm             |
| 2003         | Cold Creek Manor                                                                       | Ruby Ferguson             | |
| 2003         | Free for All                                                                           | Paula                     | |
| 2003         | Old School                                                                             | Heidi                     | |
| 2004         | Blueberry: L'experiència secreta                                                       | Maria Sullivan            | |
| 2004         | Starsky i Hutch (Starsky & Hutch)                                                      | Kitty                     | |
| 2004         | Chasing Freedom                                                                        | Libby                     | Telefilm                                                                                              |
| 2005         | Daltry Calhoun                                                                         | Flora Flick               | |
| 2005         | The Darwin Awards                                                                      | Joleen                    | |
| 2005         | Lightfield's Home Videos                                                               |                           | |
| 2005         | Aurora Borealis                                                                        | Kate                      | |
| 2005         | Grilled                                                                                | Suzanne                   | |
| 2006         | My Name Is Earl                                                                        | Jesse — Bounty Hunter     | Sèrie de televisió (1 episodi)                                                                        |
| 2007         | Catch and Release                                                                      | Maureen                   | |
| 2008         | Grand Theft Auto IV                                                                    | Ella mateixa              | Videojoc                                                                                              |
| 2009         | Whip It!                                                                               | Iron Maven                | |
| 2009         | Metropia                                                                               | Nina                      | Veu                                                                                                   |
| 2010         | Sympathy for Delicious                                                                 | Ariel Lee                 | |
| 2010         | Un petit canvi (The switch)                                                            | Debbie Epstein            | |
| 2010         | Conviction                                                                             | Roseanna Perry            | |
| 2010         | Fora de comptes (Due Date)                                                             | Heidi                     | |
| 2010         | Memphis Beat                                                                           | Cleo                      | Sèrie de televisió (1 episodi)                                                                        |
| 2010         | Never Mind The Buzzcocks                                                               | Convidada                 | Sèrie de televisió (1 episodi)                                                                        |
| 2011         | Hick                                                                                   | Tammy                     | |
| 2012         | The Firm                                                                               | Tammy                     | Sèrie de televisió                                                                                    |
| 2013         | Open Road                                                                              | Jill                      | |
| 2013         | Agost (August: Osage County)                                                           | Karen Weston              | |
| 2014         | Hellion                                                                                | Pam                       | |
| 2014         | Kelly & Cal                                                                            | Kelly                     | |
| 2015-present | Secrets and Lies                                                                       | Detectiu Andrea Cornell   | Sèrie de televisió                                                                                    |
| 2015         | Wayward Pines                                                                          | Beverly Brown             | Sèrie de televisió                                                                                    |
| 2015         | Jem and the Holograms                                                                  | Erica Raymond             | |
| 2016         | Nerve                                                                                  | Nancy Delmonico           | |
| 2018         | Back Roads                                                                             | Bonnie Altmyer            | |
| 2018         | A Million Little Pieces                                                                | Joanne                    | |
| 2019         | Ma                                                                                     | Erica Thompson            | |
| N/S          | Breaking News in Yuba County                                                           | Gloria Michaels           | Post-producció                                                                                        |

## Discografia
- …Like a Bolt of Lightning  (2004)
- You're Speaking My Language  (2005)
- Four on the Floor (2006)
- Terra Incognita (2009)[1]